# 미르 광산
미르 광산 (Кимберлитовая алмазная трубка ≪Мир≫, Kimberlitovaya Almaznaya Trubka "Mir")은 미르니 광산으로도 불리며, 노천 다이아몬드 광산이었으나 현재는 폐광되었다. 러시아 동부 시베리아의 사하 공화국 미르니(Mirny)에 위치해 있다. 광산은 깊이가 525m(세계 4위)이며, 직경이 1200m이며,
빙햄 캐니언 광산(Bingham Canyon Mine) 다음으로 세계에서 두 번째로 큰 출토된 구멍이다. 광산의 상공은 헬기들의 하강기류에 의한 사고로 헬리콥터 비행금지 구역이 되었다.

## 참고 문헌
1. ↑  “Mirninsky GOK” (러시아어). 2012년 12월 21일에 원본 문서에서 보존된 문서. 2009년 8월 8일에 확인함.
English version 보관됨 2012-12-21 - archive.today
2. ↑  “Mirny Diamond Mine”. 2009년 12월 15일에 원본 문서에서 보존된 문서. 2009년 8월 8일에 확인함.
3. ↑  “Mirny Diamond Mine”. 2009년 8월 8일에 확인함.